# Remziye Fırtına
Remziye Fırtına (* 1. Januar 1916; † 4. März 1981) war eine türkische Schauspielerin.

## Leben und Karriere
Fırtına begann ihre Karriere 1964 in dem Film Evcilik Oyunu. Ihre Karriere umfasste über hundert Filme. Bekanntheit erlangte sie für ihre Rolle in Korkusuz Korkak. Neben „Korkusuz Korkak“ spielte Fırtına in weiteren Filmen wie Umudumuz Şaban, Azap, und 5 Milyoncuk Borç Verir Misin.
Remziye Fırtına starb am 4. März 1981 in Istanbul im Alter von 65 Jahren und wurde auf dem Zindanarkası-Friedhof in Kasımpaşa beigesetzt.

## Filmografie (Auswahl)
- 1971: İki Esir
- 1974: Ah Deme Oh De
- 1974: Anasının Gözü
- 1975: Üç Kağıtçılar
- 1976: Nereye Bakıyor Bu Adamlar
- 1979: Korkusuz Korkak